# Wasilij Ordynski
Wasilij Siergiejewicz Ordynski (ros. Василий Сергеевич Орды́нский; ur. 1923, zm. 1985) – radziecki reżyser filmowy oraz scenarzysta. Ludowy Artysta RFSRR (1974). Zasłużony Działacz Sztuk RFSRR (1965).
W 1954 roku ukończył studia na wydziale reżyserskim WGIK.
Pochowany na Cmentarzu Kuncewskim w Moskwie.

## Filmografia

### Reżyser
- 1956: Porzucona (Человек родился)
- 1957: Czworo (Четверо)
- 1959: Maturzystki (Сверстницы)
- 1962: Nieprzyjaciel u progu (У твоего порога)
- 1964: Ambicja (Большая руда)
- 1970: Plac Czerwony (Красная площадь)
- 1977: Droga przez mękę (Хождение по мукам) (serial TV)